# オンリー・ユア・ラヴ
「オンリー・ユア・ラヴ」（Only Your Love）は、イギリスのガール・グループであるバナナラマの楽曲で、5枚目のスタジオ・アルバム『ポップ・ライフ』からファースト・シングルとして発売された。シングルはアルバムから10か月先駆けて発売された。『ポップ・ライフ』はストック・エイトキン・ウォーターマンとのタッグを解消して制作され、「オンリー・ユア・ラヴ」はユースが共作とプロデュースを担当した。アルバム・ヴァージョンはシングルで発売したものからリミックスされている。
この曲の主要なリズムは「ウーフー」で構成されており、これは「悪魔を憐れむ歌」を参考にしている。それもありジョナサン・ロスはバナナラマが彼の番組でこの曲を披露した際にローリング・ストーンズに冗談で感謝している。この曲はプライマル・スクリームの「ローデッド」、ザ・ストーン・ローゼズの「フール・ゴールド」、ジェームス・ブラウンの「ファンキー・ドラマー」をサンプリングしている。批評家の好意的な反応に反してこのシングルは全米では発売されなかった。
「オンリー・ユア・ラヴ」は全英シングルチャートでは27位が最高位であり、これはグループにとってガッカリする結果だった。ほかの国でもあまり成功したとはいえず、ニュージーランドで49位、オーストラリアで51位に終わっている。

## ミュージック・ビデオ
「オンリー・ユア・ラヴ」のビデオはフィリップ・ゴーチェが監督、ジャングルジムと電車が合わさったようなセットに彼女たちは居り、多色の背景にシルエットが浮かび上がる。曲中には男性ダンサーとの絡みが展開され、それは彼女たちの他のビデオと比べても明らかに密接度が高い。電車のエンジンの前に立ってサングラスをかけた彼女たちが歌うショットも要所に挿入されている。

## リミックス
CD 1
1. "Only Your Love" (Milky Bar Mix) - (8:12)
ロビン・グッドフェロウによるリミックス
2. "Only Your Love" (Youth & Thrash on the Mix) - (4:17)
3. "Only Your Love" (Hardcore Instrumental) - (3:27)

CD 2
1. "Only Your Love" (7" Mix) - (4:02)
2. "Only Your Love" (Milky Bar Mix) - (8:12)
ロビン・グッドフェロウによるリミックス
3. "Only Your Love" (Hardcore Instrumental) - (3:27)
4. "Only Your Love" (Youth & Thrash on the Mix) - (4:17)

CD 3
1. "Only Your Love" (Milky Bar Mix) - (8:12)
ロビン・グッドフェロウによるリミックス
2. "Only Your Love" (Hardcore Instrumental) - (3:27)
3. "Only Your Love" (Youth & Thrash on the Mix) - (4:17)
4. "Only Your Love" (Paris Texas Instrumental) - (5:33)

Other versions
1. "Only Your Love" (Album Version) - (3:58)
2. "Only Your Love" (Instrumental)
3. "Only Your Love" (The Monkey Drum Mooch) - (7:20)
テリー・ファーレーによるリミックス
4. "Only Your Love" (A Tribute to Barry Mooncult Mix) - (5:40)
テリー・ファーレーによるリミックス
5. "Only Your Love" (Intial Talk Remix) - (6:08)
イニシャル・トークによるリミックス

## チャート成績
| チャート (1990)                        | 最高 位 |
| -------------------------------------- | ------- |
| オーストラリア (ARIA)                  | 51      |
| ヨーロッパ (Eurochart Hot 100 Singles) | 73      |
| イタリア (Musica e dischi)             | 21      |
| ニュージーランド (Recorded Music NZ)   | 49      |
| UK シングルス (OCC)                    | 27      |